# Bulbostylis fluviatilis
Bulbostylis fluviatilis là một loài thực vật có hoa trong họ Cói. Loài này được Kral & Davidse mô tả khoa học đầu tiên năm 1987.